# Platyrhachus mirandus
Platyrhachus mirandus är en mångfotingart som beskrevs av Pocock 1894. Platyrhachus mirandus ingår i släktet Platyrhachus och familjen Platyrhacidae. Inga underarter finns listade i Catalogue of Life.